# Auguste Herlaut
Auguste Philippe Herlaut, né le 25 juillet 1877 à Paris et mort le 20 juin 1965, est un général de l'Armée de terre française, historien de la Révolution française.

## Biographie
Il étudie l'École spéciale militaire de Saint-Cyr, sortant de l'école en 1898. Capitaine en 1914, il commande une compagnie d'infanterie pendant la bataille des Dardanelles. En 1917, il reçoit le commandement du XIe groupement d'artillerie d'assaut puis du 23e bataillon de chars légers du 508e régiment d'artillerie d'assaut.
Il entre ensuite au Service historique de l'Armée et participe à la rédaction de la somme Les Armées françaises dans la Grande Guerre. Il commande ensuite le 503e régiment de chars de combat. En 1932, il soutient une thèse de doctorat de l'Université de Paris, sur l'éclairage des rues à Paris pendant la période révolutionnaire, issue de ses recherches commencées dans les tranchées.
Il rejoint la section de réserve en 1937.
Influencé par Albert Mathiez,, le général Herlaut est reconnu parmi les spécialistes de la Révolution française, et notamment de son armée.